# Richard Nott
Richard Nott (né le 3 octobre 1947) à Hastings en Angleterre, est un styliste et universitaire de la mode devenu peintre connu principalement pour sa marque Workers for Freedom (en) (1985-2000) pour laquelle il a reçu le prix de « Designer de l’année » par le British Fashion Council en 1990.

## Éducation
Nott et diplômé de l'université Kingston en design de mode.

## Carrière
Son premier poste en résidence fut comme assistant de conception pour Valentino à Rome pendant trois ans (1972-1975). Il retourne ensuite au Royaume-Uni occupant le poste de maître de conférences en design de mode à l'université Kingston. Par la suite, voulant réintégrer l'industrie de la mode en tant que styliste, il cofonde la marque Workers for Freedom (en) avec Graham Fraser en 1985. Il a été nommé « designer de l'année » par le British Fashion Council en 1990. En 2000, Richard Nott vend Workers for Freedom et réalise son ambition de devenir peintre ; ceci le conduit à une première série de peintures inspirées des vêtements. Ayant l’accès privé aux collections de réserve du Victoria and Albert Museum et de la Court Collection du palais de Kensington à Londres, des expositions au musée des Arts décoratifs de Paris et aux kaftans royaux du musée Topkapi d'Istanbul, il a pu réaliser de grandes peintures inspirées de vêtements historiques de différentes cultures et époques. Ce travail a été présenté dans une exposition personnelle à Browse and Darby à Cork Street, Londres. Puis, après avoir déménagé dans le Kent, il part sur la côte sud et dans un environnement urbain qui a donné lieu à une série de peintures représentant des personnages et des masques. À la suite de cette phase, il s'installe dans les South Downs où son travail prend une tournure semi-abstraite tout en gardant l'influence de la mode[réf. nécessaire].